# Lukas Dettwiler
Lukas Dettwiler (* 25. November 1954 in Basel; heimatberechtigt in Basel und Bretzwil) ist ein schweizerischer Übersetzer und Archivar.

## Leben
Dettwiler studierte Nordische Philologie an den Universitäten Zürich und Uppsala und schloss 1986 in Zürich mit dem Lizenziat ab. Bis 2002 arbeitete er im Archiv des Schweizer Radio DRS. Von 2003 bis 2018 war er Archivar beim Schweizerischen Literaturarchiv (SLA). Er betreute das Einstein-Archiv und das Hesse-Archiv, sowie die Nachlässe von Kurt Marti, Karl Stauffer-Bern und Jörg Steiner. Im SLA war er verantwortlich für das Projekt IMVOCS (Images et voix de la culture suisse), das Video- und Filmdokumente mit Bezug zur Schweizer Literatur umfasst.
Im Jahr 2000 wurde er von der Robert Walser-Gesellschaft bei einem Interpretationswettbewerb zu einem Prosastück Robert Walsers ausgezeichnet. Im gleichen Jahr erhielt er den Übersetzerpreis des Sveriges Författarfond, den Swedish Authors’ Fund Award.
Dettwiler übersetzte Werke von schwedischen Schriftstellern ins Deutsche, unter anderen von Bengt Emil Johnson, Göran Tunström, Jesper Svenbro und Gunnar D. Hansson.

## Übersetzungen
- Bengt Emil Johnson: Zu Hause. Hybridenverlag, Berlin 2014.
- Jesper Svenbro: Echo an Sappho. Waldgut Verlag, Frauenfeld 2011, ISBN 978-3-03740-396-9.
- Bengt Emil Johnson: Vor Kälte sich biegende Hauswände. Waldgut Verlag, Frauenfeld 2008.
- Bengt Emil Johnson: Elchzeit. Gedichte. Droschl, Graz 2007, ISBN 978-3-85420-717-7  (Auswahl, Übersetzung und Nachwort).
- Jesper Svenbro: Mein Vater, der Pastor. Gedichte. Achius, Zug 2004, ISBN 3-905351-08-0.
- Jesper Svenbro: Ameisenwege. Figuren der Schrift und des Lesens in der griechischen Antike. Droschl, Graz 2000, ISBN 3-85420-551-1.

## Schriften
- Am Wortgrund: zur Poetik im Werk Göran Tunströms. Narr Francke Attempto, Tübingen 2022, ISBN 978-3-7720-8770-7.
- Erschliessungsarbeit: Regeln, Ordnung, Inventare. In: Passim 9/2011. Bulletin des Schweizerischen Literaturarchivs, S. 5 f.
- Gunnar D. Hansson und Der Lomonossow-Rücken. In: Akzente 5/10 (Hrsg.  Michael Krüger), Hanser, München, 2010, ISBN 978-3-446-23543-4.
- Masslos gerettet. In: Mitteilungen der Robert-Walser-Gesellschaft 6, Zürich 2000, S. 1–10

## Kuratierte Ausstellungen
- 2009: Farbe und Wort. Zur Künstlerfreundschaft von Hermann Hesse und Cuno Amiet.  Hermann-Hesse-Höri-Museum, Gaienhofen
- 2009: Begegnungen auf der Collina d'Oro. Hermann Hesse, Maria Holzleitner, Margherita Osswald-Toppi (mit Elisabeth Rupp). Museo Hermann Hesse, Montagnola